# Les Quatre-Routes-du-Lot
Les Quatre-Routes-du-Lot är en kommun i departementet Lot i regionen Occitanien i södra Frankrike. Kommunen ligger i kantonen Vayrac som tillhör arrondissementet Gourdon. År 2018 hade Les Quatre-Routes-du-Lot 587 invånare.

## Befolkningsutveckling
Antalet invånare i kommunen Les Quatre-Routes-du-Lot
| Referens: INSEE |